# Жорж Оґюст Ескоф'є

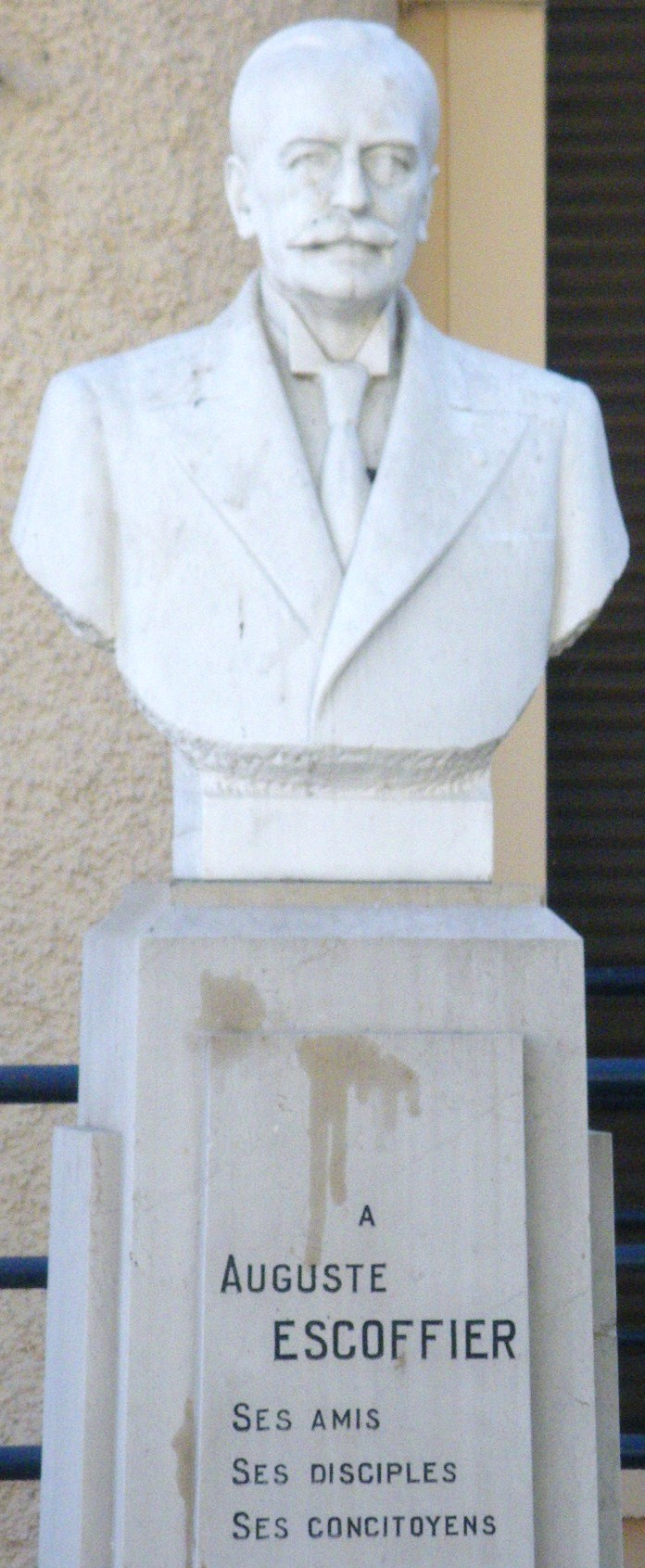
Пам'ятник Ескоф'є на його батьківщині — у Вільнев-Лубе

Жорж-Оґюст Ескоф'є (фр. Georges Auguste Escoffier; *28 жовтня 1846, с. Вільнев-Лубе, Франція — †12 лютого 1935, Монте-Карло) — французький кулінар, шеф-кухар, один із найбільших кулінарів свого часу, провідний пропагандист класичної французької кухні, автор кулінарних книг.
Зробив справжню революцію в організації ресторанів при готелях. З його ім'ям пов'язане відкриття ресторанів у відомих готелях «Савой» і «Карлтон» (Лондон), «Ґранд-Готель» (Рим, Петербург), «Рітц» (Париж), «Іутц Карлтон» (Нью-Йорк).

## Біографія
Народився в селі в департаменті Приморські Альпи, біля Ніцци. У будинку, в якому народився, тепер діє Музей кулінарного мистецтва (Musee de l'Art Culinaire), створений Фундацією Оґюста Ескоф'є.
З 13 років працював у ресторані свого дядька в Ніцці, з 1865 року — у ресторані Le Petit Moulin Rouge у Парижі.
1870 року під час франко-прусської війни був шефом кухні французького генерального штабу в Меці. Спостереження за голодною армією підштовхнули його до дослідів з консервацією харчових продуктів (зокрема, зеленого горошку), що з часом спричинило успіхи в цій сфері.
Після 1878 року відкрив у Канні власний ресторан Le Faisan d'Or («Золотий фазан»).
1880 року одружився з Дельфіною Даффі (Delphine Daffis).
1898 року став шеф-кухарем ресторану Savoy, відкритого того року в Лондоні; керівником готелю був Цезар Рітц, славетний засновник однойменної готельної мережі. Обидва вони спричинили справжню революцію в організації ресторанів при готелях.
1935 року помер у віці 88 років, через кілька днів після смерті дружини.

## Професійна діяльність
Принципи наукової організації праці, описані згодом Фредеріком Тейлором, Ескоф'є застосував при організації робочих процесів на кухні. Започаткував бригадний метод роботи в ресторанах. Чітко визначив структуру кухонної бригади, функції, ієрархію та службові відносини всередині її. Весь кухонний персонал — від шеф-кухаря до учня — мав виконувати роботу відповідно до повного переліку чітко сформульованих посадових обов'язків. Поділ праці наочно проілюстровано в «Книзі меню», в якій Ескоф'є для кожного меню навів таблицю поділу щоденних обов'язків.
Розробив концепцію ресторанного обслуговування на палубах кораблів, що включали підбір і навчання персоналу, і впровадив її на теплоходах «Ламерика» та «Імператор» компанії Global American Line.
Сформулював відоме гасло: «Задовольнити клієнта або втратити його, третього не дано».
Автор кухарської книги Le guide culinaire («Кулінарний ґід») — однієї з підвалин французької кухні в її класичному тренді.
Створив десерт Melba (Pêche Melba), названий на честь австралійської оперної співачки Неллі Мелба — очищені від шкурки персики, відварені у ванільному сиропі й укладені на товстому шарі заморожених вершків; згори — малинове желе. Згодом американські ресторатори змінили рецептуру, додаючи збиту сметану і бісквіти.
Кухня Ескоф'є відзначалася легкістю та делікатністю. Завжди намагався не допустити до переїдання своїх гостей, що в тих часах було незвичним для рестораторів.
Кухню опалював виключно дровами, бо вважав, що лише таке джерело тепла дає найкращі фінальні ефекти в кулінарії.